# Francis Ngannou
Francis Zavier Ngannou (Batié, 5 de setembro de 1986) é um lutador francês-camaronês de MMA e boxeador profissional, que atualmente luta na Professional Fighters League (PFL). Anteriormente lutou no Ultimate Fighting Championship (UFC) onde se tornou o primeiro africano campeão dos pesados no UFC 260, após vencer Stipe Miočić por nocaute no segundo round.

## Infância
Francis Ngannou tinha 10 anos de idade quando começou a trabalhar nas minas de areia de seu vilarejo, em Camarões, pra que sua família pudesse ter ao menos o que comer: "Eu odiava aquele lugar, eu odiava as minas de areia, eu odiava tudo, eu odiava minha vida. Você tinha que ir ao supermercado a noite pra tentar achar restos de comida no lixo. E as vezes você tinha que tomá-la dos ratos".
Após 25 anos de vida, Francis concluiu que ele não teria como transformar sua vida e a de sua família vivendo em Camarões, por isso migrou para outros países. Sua experiência de vida foi marcada por dificuldades, sendo a sua primeira parada na Nigéria, onde foi recorrentemente humilhado e saqueado pelos guardas locais. No entanto, seu objetivo era chegar na Argélia. Para entrar de forma ilegal nesse país, ele teria que passar pelo Deserto do Saara, e após atravessá-lo ele estava tão desidratado que teve que beber da primeira água que viu, que estava podre e com animais mortos dentro: "Talvez eu morra se beber essa água, mas se eu não bebê-la eu vou morrer do mesmo jeito".
Depois da Argélia, Ngannou passou pelo Marrocos, entretanto, todas as vezes que um imigrante ilegal era capturado nesse país ele era mandado de volta para o Deserto do Saara, e isso aconteceu com Francis Ngannou seis vezes. E em todas ele percorreu todo o caminho novamente, até passar por esse obstáculo e conseguir pegar um barco rumo à Espanha, barco esse que precisava estar coberto de papel de alumínio pra não ser detectado pelos radares, o que acabou dando certo. Na Espanha, Ngannou acabou passando dois meses na prisão e, após esse período, quando liberado, conseguiu chegar a Paris onde passou a viver dentro de estacionamentos.
Depois de viver como sem-teto nas ruas de Paris, ele foi apresentado por um amigo a Fernand López e à academia MMA Factory. Fã de Mike Tyson, Ngannou estava originalmente interessado em aprender a lutar boxe, mas López viu seu potencial no MMA e o convenceu a tentar. Fernand López deu a Ngannou alguns equipamentos de MMA e permitiu que ele treinasse e dormisse na academia sem nenhum custo, iniciando assim a carreira de Francis no MMA.

## Carreira no MMA
Ngannou competiu principalmente em organizações regionais por toda a Europa, acumulando um cartel de 5-1, finalizando ou nocauteando todos os seus adversários, antes de assinar com o UFC, em agosto de 2015.

### Ultimate Fighting Championship
Ngannou fez sua estreia na promoção contra o também estreante Luis Henrique, em 19 de dezembro de 2015, no UFC on Fox: dos Anjos vs. Cerrone II. Ele ganhou a luta por nocaute no segundo round.
Ngannou enfrentou o estreante na promoção, Curtis Blaydes, em 10 de abril de 2016, no UFC Fight Night: Rothwell vs. dos Santos. Ele ganhou a luta por nocaute técnico, devido à uma interrupção médica, entre o segundo e o terceiro round.
Ngannou enfrentou outro recém-chegado: Bojan Mihajlović, em 23 de julho de 2016 no UFC on Fox: Holm vs. Shevchenko. Ele ganhou a luta por nocaute técnico no primeiro round.
No dia 2 de dezembro de 2017, pelo UFC 218, Ngannou aplica um nocaute brutal sobre Alistair Overeem então Nº 1 do ranking dos pesados, a vitória no primeiro round o credenciou a disputa do cinturão da categoria, contra Stipe Miočić.
A disputa pelo cinturão contra Stipe Miočić foi realizada em 20 de janeiro de 2018, no UFC 220. Em uma luta de cinco rounds, Francis Ngannou foi derrotado por decisão unânime dos juízes.

### Campeão peso-pesado do UFC

#### Miocic vs. Ngannou II
A revanche da luta pelo título dos peso-pesados do UFC entre Miočić e Ngannou foi marcada para 27 de março de 2021 no UFC 260. Ngannou venceu a luta por nocaute no segundo round. Esta vitória lhe rendeu o prêmio de performance da noite.

#### Ngannou vs Gane
Ngannou enfrentou o campeão interino dos pesos pesados do UFC Ciryl Gane para sua primeira defesa de título em 22 de janeiro de 2022, no UFC 270. Ele machucou os ligamentos do joelho três semanas e meia antes da luta, e escondeu a lesão e lutou com problemas no ligamento.
Na luta, Ngannou surprendeu ao usar mais grappling ao contrário da sua especialização que é a trocação. Ngannou venceu a luta por decisão unânime, a primeira vitória por decisão de sua carreira.

#### Partida
Em 14 de janeiro de 2023, o UFC Heavyweight Championship foi retirado de Ngannou depois que ele e o UFC não chegaram a um acordo sobre um novo contrato. O contrato de Ngannou expirou em meados de dezembro, e depois que as duas partes não chegaram a um acordo, o UFC optou por abrir mão de sua cláusula de direitos iguais de um ano, tornando Ngannou um agente livre irrestrito. Em entrevista a Ariel Helwani em 17 de janeiro, Ngannou afirmou que dinheiro não era a principal coisa que ele procurava. Ele disse que solicitou seguro saúde e a capacidade de ter patrocínios para todos os lutadores do UFC, e ter um defensor do lutador presente durante todas as negociações de contrato do lutador. Quando seus pedidos foram negados, Ngannou optou por não assinar novamente com o UFC, tornando-se o primeiro campeão a deixar o UFC desde BJ Penn em 2004.

## Carreira do Boxe
Ngannou enfrentou o invicto campeão peso-pesado do WBC, Tyson Fury, em uma luta de boxe profissional anunciada como "Batalha dos Mais Malvados" em 28 de outubro de 2023 em Riade, Arábia Saudita. Ngannou conseguiu derrubar Fury no terceiro round, levando a luta até o placar, no qual os juízes concederam a vitória a Fury em uma polêmica decisão dividida (95-94, 96-93, 94-95).

### Ngannou vs Joshua
Ngannou enfrentou o lutador de boxe profissional Anthony Joshua em 8 de março de 2024, na Kingdom Arena, em Riade na Arábia Saudita, sendo nocauteado no segundo round.

## Cartel no MMA
| Cartel no MMA   |             |            |
| 20 lutas        | 17 vitórias | 3 derrotas |
| Por nocaute     | 12          | 0          |
| Por finalização | 4           | 0          |
| Por decisão     | 1           | 3          |

| Res.    | Cartel | Oponente              | Método                               | Evento                                   | Data       | Round | Tempo | Local                  | Notas |
| ------- | ------ | --------------------- | ------------------------------------ | ---------------------------------------- | ---------- | ----- | ----- | ---------------------- | --- |
| Vitória | 17-3   | Ciryl Gane            | Decisão (unânime)                    | UFC 270: Ngannou vs. Gane                | 22/01/2022 | 5     | 5:00  | Anaheim, California    | Defendeu e unificou o Cinturão Peso Pesado do UFC; Em Janeiro de 2023 Ngannou acabou contrato com o UFC e o cinturão foi vagado. |
| Vitória | 16-3   | Stipe Miočić          | Nocaute (soco)                       | UFC 260: Miocic vs. Ngannou 2            | 27/03/2021 | 2     | 0:52  | Las Vegas, Nevada      | Ganhou o Cinturão Peso Pesado do UFC; Performance da Noite.                                                                      |
| Vitória | 15-3   | Jairzinho Rozenstruik | Nocaute (socos)                      | UFC 249: Ferguson vs. Gaethje            | 09/05/2020 | 1     | 0:20  | Jacksonville, Flórida  | Performance da Noite. |
| Vitória | 14-3   | Júnior dos Santos     | Nocaute Técnico (socos)              | UFC on ESPN: Ngannou vs. dos Santos      | 06/07/2019 | 1     | 1:11  | Minneapolis, Minnesota | Performance da Noite. |
| Vitória | 13-3   | Cain Velasquez        | Nocaute Técnico (socos)              | UFC on ESPN: Ngannou vs. Velasquez       | 17/02/2019 | 1     | 0:26  | Phoenix, Arizona       | |
| Vitória | 12-3   | Curtis Blaydes        | Nocaute Técnico (socos)              | UFC Fight Night: Blaydes vs. Ngannou II  | 24/11/2018 | 1     | 0:45  | Pequim                 | Performance da Noite. |
| Derrota | 11-3   | Derrick Lewis         | Decisão (unânime)                    | UFC 226: Miocic vs. Cormier              | 07/07/2018 | 3     | 5:00  | Las Vegas, Nevada      | |
| Derrota | 11-2   | Stipe Miočić          | Decisão (unânime)                    | UFC 220: Miocic vs. Ngannou              | 20/01/2018 | 5     | 5:00  | Boston, Massachusetts  | Pelo Cinturão Peso Pesado do UFC.                                                                                                |
| Vitória | 11-1   | Alistair Overeem      | Nocaute (soco)                       | UFC 218: Holloway vs. Aldo II            | 02/12/2017 | 1     | 1:42  | Detroit, Michigan      | Nocaute do Ano (2017). |
| Vitória | 10-1   | Andrei Arlovski       | Nocaute Técnico (socos)              | UFC on Fox: Shevchenko vs. Peña          | 28/01/2017 | 1     | 1:32  | Denver, Colorado       | Performance da Noite. |
| Vitória | 9-1    | Anthony Hamilton      | Finalização (kimura)                 | UFC Fight Night: Lewis vs. Abdurakhimov  | 09/12/2016 | 1     | 1:57  | Albany, New York       | Performance da Noite. |
| Vitória | 8-1    | Bojan Mihajlović      | Nocaute Técnico (socos)              | UFC on Fox: Holm vs. Shevchenko          | 23/07/2016 | 1     | 1:44  | Chicago, Illinois      | |
| Vitória | 7-1    | Curtis Blaydes        | Nocaute Técnico (interrupção médica) | UFC Fight Night: Rothwell vs. dos Santos | 10/04/2016 | 2     | 5:00  | Zagreb                 | |
| Vitória | 6-1    | Luis Henrique         | Nocaute (socos)                      | UFC on Fox: dos Anjos vs. Cerrone II     | 19/12/2015 | 2     | 2:53  | Orlando, Flórida       | Estreia no UFC. |
| Vitória | 5-1    | William Baldutti      | Nocaute Técnico (socos)              | KHK MMA National Tryouts: Finale 2015    | 28/05/2015 | 2     | 1:22  | Madinat 'Isa           | |
| Vitória | 4-1    | Luc Ngeleka           | Finalização (guilhotina em pé)       | SHC 10: Carvalho vs. Belo                | 20/09/2014 | 1     | 0:44  | Genebra                | |
| Vitória | 3-1    | Nicolas Specq         | Finalização (katagatame)             | 100% Fight 20: Comeback                  | 05/04/2014 | 2     | 2:10  | Levallois              | |
| Vitória | 2-1    | Bilal Tahtahi         | Nocaute (socos)                      | 100% Fight 20: Comeback                  | 05/04/2014 | 1     | 3:58  | Levallois              | |
| Derrota | 1-1    | Zoumana Cisse         | Decisão (unânime)                    | 100% Fight: Contenders 21                | 14/12/2013 | 2     | 5:00  | Paris                  | |
| Vitória | 1-0    | Rachid Benzina        | Finalização (chave de braço)         | 100% Fight: Contenders 20                | 30/11/2013 | 1     | 1:44  | Paris                  | |

## Cartel no boxe
| Resultado | Oponente   | Método           | Data                 | Round | Tempo | Local                 | Nota                                              |
| --------- | ---------- | ---------------- | -------------------- | ----- | ----- | --------------------- | ------------------------------------------------- |
| 0-0       | Tyson Fury | Decisão (divida) | 28 de outubrode 2023 | 8     | 3:00  | Riade, Arábia Saudita | Luta não válida pelo Cinturão Peso Pesado da WBC. |